# 斯圖布拉河
斯圖布拉河（烏克蘭語：Стубла），是烏克蘭的河流，位於該國西北部羅夫諾州，屬於斯特里河的支流，發源自波洛夫利以南，河口處在扎里奇涅和伊萬奇齊之間，河道全長62公里，流域面積722平方公里。